# سفارة سنغافورة في الفلبين
سفارة سنغافورة في الفلبين هي أرفع تمثيل دبلوماسي لدولة سنغافورة لدى الفلبين. تقع السفارة في مانيلا وهي تهدف لتعزيز المصالح السنغافورية في الفلبين.

## وصلات خارجية
- قائمة سفارات سنغافورة
- قائمة السفارات في الفلبين